# Nadia Abdelouafi
Nadia Abdelouafi (Merksem, 21 maart 1978) is een Belgisch theatermaakster, regisseur en actrice. 

## Theater

### Regisseur
Abdelouafi treedt geregeld op als regisseur bij de gemeenschapsinstelling bijzondere jeugdzorg "De Zande" in Beernem. Het podium wordt aan de jongeren gegeven die veel hebben meegemaakt en altijd hebben moeten knikken. Zowel tekst, dans als muziek wordt aangeleverd door de jongeren, waarna Abdelouafi het als een theaterstuk tot leven brengt. Een voorbeeld is het theaterstuk getiteld: "Sorry dat...".

### Feminisme
Abdelouafi behoorde in 2003 tot de zogenaamde derde feministische golf. In het theaterstuk "Wraak, een ongeschreven brief" hekelde ze de onderdrukking van de moslima's wat haar heel wat kritiek binnen de Marokkaanse gemeenschap opleverde.

### Actrice
Als actrice speelde ze ook bij verschillende Vlaamse theaterhuizen zoals:
- Theater Malpertuis
- Koninklijke Vlaamse Schouwburg
- BRONKS
- Toneelhuis
- Toneelgezelschap Luxemburg

## Filmografie

### Films
- 2006: De Hel van Tanger
- 2008: Hitte/Harara
- 2019: De belofte van Pisa

### Televisie
- 2001: Recht op Recht (aflevering 'Beschermingsfactor 15')
- 2008: Dag in dag uit (televisiefilm)
- 2015: Thuis (15 afleveringen)
- 2020-2021: Hoodie (59 afleveringen)
- 2022: Roomies (4 afleveringen)
- 2022: Bestseller Boy (8 afleveringen)

## Privé
Abdelouafi is geboren in België nadat haar ouders zijn geëmigreerd van Marokko naar België. Ze spreekt vloeiend Nederlands, Engels, Frans en Marokkaans. Abdelouafi heeft samen met jazzdrummer Eric Thielemans een dochter Lila Thielemans die ook actrice is.